# 南普拉薩島

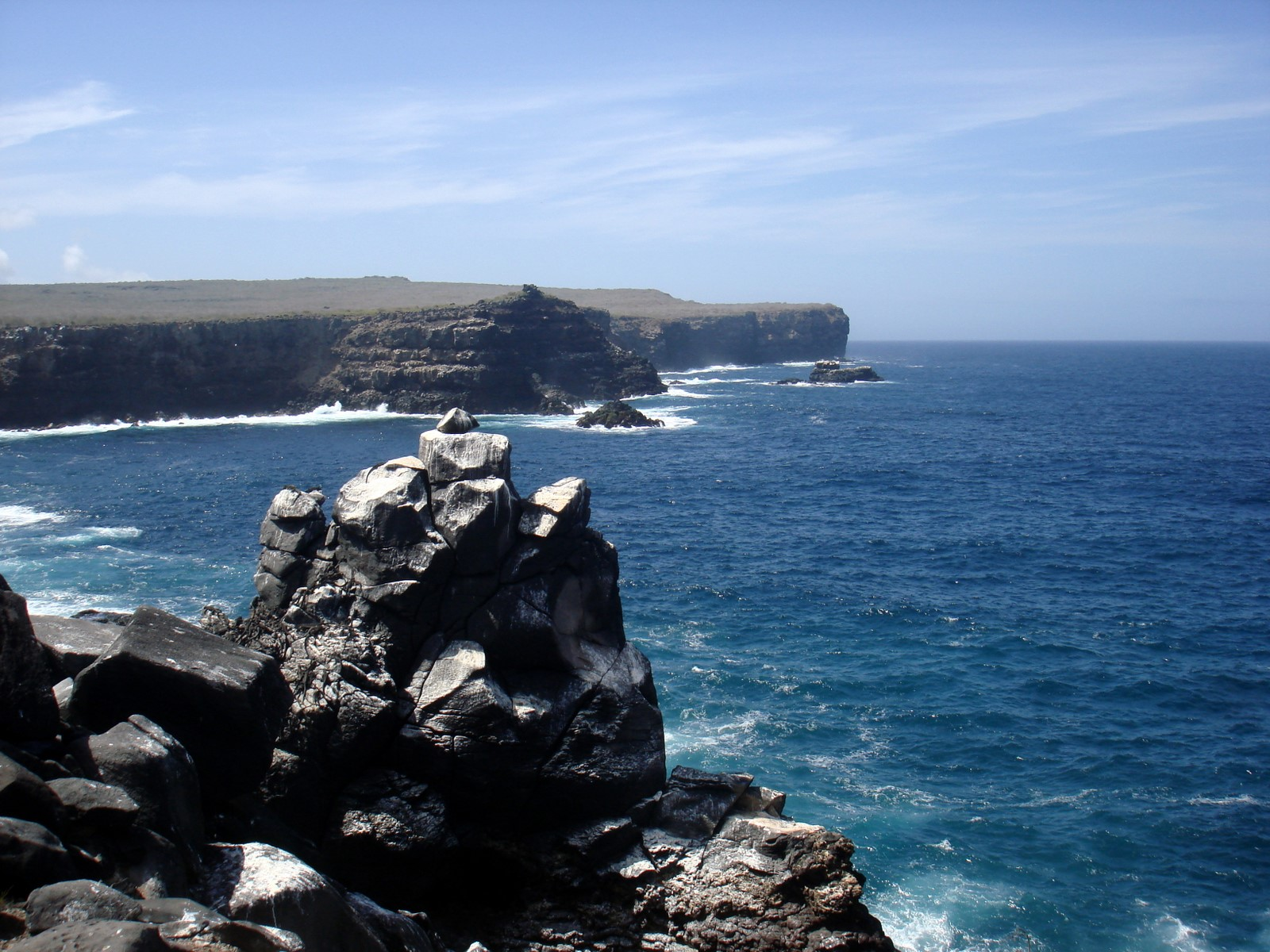
南普拉薩島的海岸線。

南普拉薩島（西班牙語：Isla Plaza Sur）是南美洲國家厄瓜多爾的島嶼，位於聖克魯斯島以東的太平洋海域，是加拉帕戈斯群島的一部分，其命名源自已故厄瓜多前總統萊昂尼達斯·普拉薩（Leónidas Plaza Gutiérrez）。面積0.13平方公里，最高點海拔高度23米，島上無人居住，但卻因為有大量包括紅嘴熱帶鳥、燕尾鷗（Swallow-tailed Gull）在內的海鳥棲息，而成為賞鳥等旅遊活動的景點。
0°35′01″S 90°09′45″W / 0.583611°S 90.1625°W